# Sophie Schaeppi
Sophie Schaeppi, née le 21 juillet 1852 à Winterthour et morte le 18 février 1921 à Winterthour, est une artiste peintre suisse. Elle est connue pour ses peintures sur faïence et parce qu'elle est la seule Suissesse à faire partie de Manufacture nationale de Sèvres,,,,,,,,,,,. 

## Carrière à Paris
Originaire d'une famille de la petite bourgeoisie suisse, Sophie Schaeppi s'inscrit en 1874 à l'Académie Julian, à Paris. 

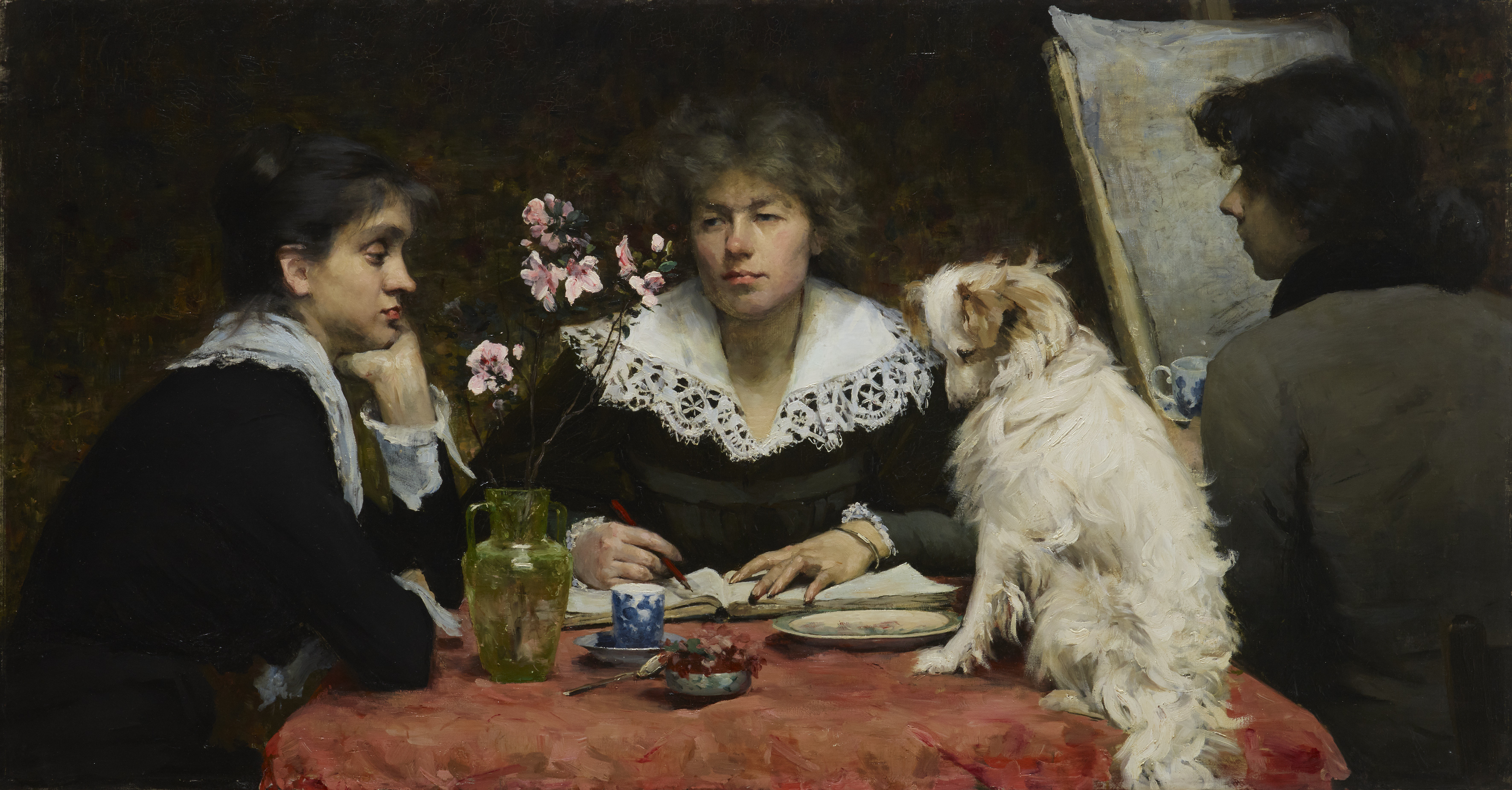
Portrait des amies (1881), Sophie Schaeppi, Maria Feller et Louise Catherine Breslau.

Elle rencontre à Paris le céramiste Théodore Deck (1823-1891), dont elle devient la muse, et la peintre Louise Catherine Breslau (1856-1927), dont elle devient l'une des modèles. 

## Postérité
Sophie Schaeppi est l'une des protagonistes, avec la musicienne italienne Maria Feller, d'une œuvre célèbre de Breslau, Portrait des amies, conservée au Musée d'Art et d'Histoire de Genève. 